# Burgwall Jersika

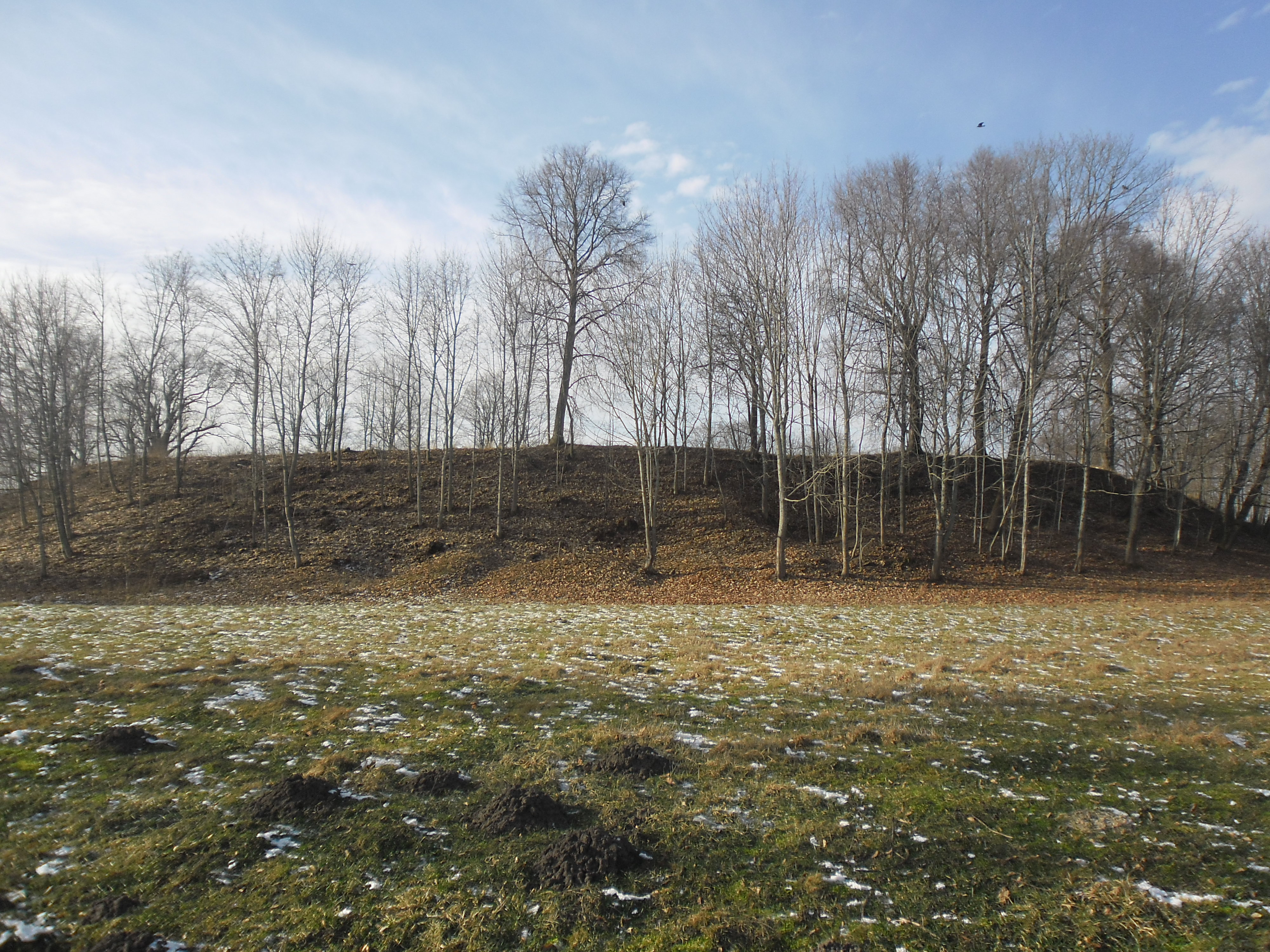
Reste des Burgwalls

Der Burgwall Jersika ist eine ehemalige Höhenburg bei Jersika in Lettland. Sie bestand vom 10. bis zum 14. Jahrhundert.

## Anlage
Die Burganlage befindet sich an der Düna (Daugava) in 18 Metern Höhe am Schlossberg bei Jersika. Sie umfasste eine Fläche von etwa 75 × 100 Metern und war durch einen Wall mit einer Holz-Erde-Konstruktion umgeben. Archäologische Befunde ergaben Spuren von Wohn- und Wirtschaftsgebäuden in Holzblockbauweise, sowie zahlreiche Einzelfunde, darunter kleine christliche Kreuze. Heinrich von Livland erwähnte in seiner Chronik (orthodoxe) Kirchen mit Heiligenbildern und Glocken.
Die Burg lag an einer Kreuzung von Handelswegen von und nach Riga, Polozk und Pskow.

## Geschichte
Die ältesten Siedlungsfunde auf dem Hügel konnten in das 1. Jahrhundert v. Chr. datiert werden. Im 10. Jahrhundert wurde dort eine Burg angelegt, wahrscheinlich im Zusammenhang mit der Entstehung der Kiewer Rus, wie einige Fundstücke aus dieser Kultur nahelegen. Für das Jahr 1209 ist dort ein rex (König oder Fürst) Vissewald erwähnt, der dem Fürstentum Polozk tributpflichtig war. Der Bischof Albrecht von Riga eroberte in diesem Jahr die Burg und zerstörte sie. Sie muss aber nach archäologischen Funden danach wieder aufgebaut und bis in das 14. Jahrhundert genutzt worden sein.
1939 fanden umfangreiche archäologische Ausgrabungen unter der Leitung von Francis Balodis statt.